# Multi Point Interface
Multi Point Interface (также часто встречается аббревиатура MPI) — стандарт физического уровня для асинхронного интерфейса. 
Стандарт приобрел большую популярность среди промышленных сетей, широко предлагаемой фирмой Siemens AG в рамках своих предложений, в том числе по промышленной автоматизации. Является расширением предыдущего решения Siemens, PPI (Point-to-point interface protocol) базировавшегося на стандарте RS-485. Фактически, сети PPI и MPI были вытеснены сетями Profibus.
Сеть MPI позволяет установить обмен данными между ПЛК Siemens S7-200/300/400, панелями управления (оператора) типа TP/OP (touch panel/operation panel) и сетевой платой MPI/PROFIBUS установленной в компьютере (такой как CP5511 и CP5512 для формата PCMCIA, CP5611 и CP5613 для формата PCI, 6GK1571-0BA00-0AA0 для USB и т.д.).

## Технические характеристики интерфейса
В стандарте MPI для передачи и приёма данных используется одна витая пара проводов, сопровождаемая экранирующей оплеткой. Неглядя на сходную электрическую реализацию интерфесов, Siemens различал кабеля для PPI и MPI. Для PPI заказной номер 6ES7901-3CB30-0XA0, для MPI — 6ES790-0BF00-0AA0. MPI базируется на стандарте RS-485, требует разъем шины Profibus (с терминирующим сопротивлением) 220 Ом между Data A+ и Data A-. Сопротивление между Data A+ и +5 V, а также Data A- и Gnd составляет 390 Ом.
| Назначение выводов в разъёме DE-9: | Назначение выводов в разъёме DE-9: |   |
| ---------------------------------- | ---------------------------------- | - |
| Pin1                               | (Экран)                            |   |
| Pin2                               | Gnd (M24V)                         |   |
| Pin3                               | Data B+                            | * |
| Pin4                               | RTS AS                             | * |
| Pin5                               | Gnd (M5V)                          | * |
| Pin6                               | +5 V                               |   |
| Pin7                               | +24 V                              |   |
| Pin8                               | Data A-                            | * |
| Pin9                               | RTS PG                             |   |

Примечание: линии помеченные * требуется только в кабеле для программирования

## Реализация передачи данными по сети
Существует три способа реализации передачи данных между ПЛК-ПЛК через MPI:
1. глобальная передача пакетов данных,
2. неконфигурируемое сетевое соединение и
3. конфигурируемое сетевое соединение.

Свои особенности имеет связь с S7-200 и с устройствам под управлением WinCC (HMI).

### Режим глобальной передачи пакетов данных
Что касается обмена данными между ПЛК, то речь должна идти только о приёме передаче данных. Режим глобальной передачи пакетов данных означает, что в процессе конфигурирования аппаратного обеспечения ПЛК он настраивает область передачи данных и область приема данных между коммуникационными станциями ПЛК и не нуждается в какой-либо программной обработке. Этот режим может быть применен только для связи между станциями ПЛК S7-300/400 (и программатором).

### Неконфигурируемое соединение MPI
Реализуется вызовом системных функциональных блоков SFC65…69. Этот режим связи применяется при установлении связи между S7-300, S7-400 и S7-200, и существует в основном в виде двух режимов: режим двусторонней программной связи и режим односторонней программной связи. Режим связи, который реализуется вызовом системной функции, не может смешиваться с глобальным режимом передачи данных.

### Конфигурируемое сетевое соединение
В сети MPI этот режим применяется только при связи между S7-300/400 между собой. При общении между S7-300/400 S7-300 может использоваться только как сервер, а S7-400-как клиент для чтения и записи в S7-300; при общении между S7-400/400 S7-400 может использоваться как клиент, так и сервер. Связь путем вызова системного функционального блока в сети MPI, максимальная длина пакета данных составляет 160 байт.